# Opharus calosoma
Opharus calosoma là một loài bướm đêm thuộc phân họ Arctiinae, họ Erebidae.